# Drazen Pejic
Drazen Pejic (* 12. Juni 1978 in Wien) ist ein ehemaliger österreichischer Basketballspieler.

## Laufbahn
Mit UKJ Sankt Pölten gewann Pejic 1997 und 1998 den Staatsmeistertitel sowie 1998 zusätzlich den österreichischen Pokalbewerb. Für den Verein, dem er im Zeitraum 1996 bis 1998 angehörte, sammelte der zwei Meter große, auf dem Flügel und auf der Innenposition eingesetzte Spieler ebenfalls Erfahrung im Europapokal. Vor seiner Sankt Pöltener Zeit spielte Pejic bei WAT Wieden, später bei der Sportunion Deutsch-Wagram. Er bestritt sieben A-Länderspiele, allesamt in den Jahren 1996 und 1997.